# Gerhard Brümmer
Gerhard Brümmer (* 4. Juli 1949) ist ein ehemaliger deutscher Fußballspieler.

## Sportliche Laufbahn
Der Defensivspieler Brümmer begann seine fußballerische Laufbahn bei der kleinen Betriebssportgemeinschaft Empor im vorpommerschen Lübs. Anschließend spielte er bis 1968 in den Nachwuchsmannschaften des DDR-Oberligisten F.C. Hansa Rostock. Zwischen 1966 und 1967 gehörte er zum Kader der DDR-Junioren-Nationalmannschaft. Mit ihr bestritt er acht Länderspiele, drei davon beim Vorrundenaus beim UEFA-Juniorenturnier im Mai 1967 in der Türkei. Nach seiner Schulausbildung absolvierte er eine Lehre zum Betriebsschlosser. Im Männerbereich wurde Brümmer erstmals in der 2. Mannschaft des F.C. Hansa mit Beginn der Rückrunde 1967/68 in der zweitklassigen DDR-Liga eingesetzt. Kurz vor seinem 18. Geburtstag debütierte er am letzten Spieltag der Saison 1967/68 für den F.C. Hansa in der Oberliga und trug somit zur Vize-Meisterschaft der DDR in dieser Saison bei.
Durch die Vize-Meisterschaft für den Vorläuferwettbewerb des heutigen UEFA-Pokals qualifiziert, kam Brümmer im Messepokal 1968/69 zu vier internationalen Einsätzen für den F.C. Hansa, welcher jedoch gegen den AC Florenz in der zweiten Wettbewerbsrunde ausschied. In der Oberliga-Spielzeit 1968/69 absolvierte Brümmer zudem 20 Einsätze für die Ostseestädter, die sich mit dem vierten Platz der Abschlusstabelle erneut für den Messepokal qualifizieren konnten. So absolvierte Brümmer 1969/70 weitere drei Einsätze für Rostock im Messepokal, die Mannschaft schied jedoch erneut in der zweiten Runde gegen einen italienischen Konkurrenten aus, diesmal Inter Mailand. In der Oberliga 1969/70 geriet Hansa daraufhin in die Abstiegsränge und erreichte  mit lediglich zwei Punkten Vorsprung auf diese den Klassenerhalt, wobei Brümmer mit 14 absolvierten Einsätzen in dieser Spielzeit nur noch zu den Reservisten in Rostock gezählt hatte.
In den Spielzeiten 1970/71 und 1971/72, in denen Rostock Plätze im Mittelfeld der Abschlusstabelle belegte, wurde Brümmer schließlich kaum mehr für Hansa aufgeboten und absolvierte lediglich sechs beziehungsweise neun Partien in der Oberliga. Daraufhin erfolgte Brümmers Delegierung zur BSG Warnowwerft Warnemünde, mit der er in der folgenden Spielzeit 1972/73 aus der DDR-Liga abstieg.
In der Saison 1973/74 stand Brümmer im Kader des Oberligisten BSG Chemie Leipzig und absolvierte für diesen 22 Partien in der höchsten Spielklasse der DDR. Leipzig musste jedoch als Tabellen-Vorletzter den Abstieg in die DDR-Liga hinnehmen, in der die Mannschaft 1974/75 den sofortigen Wiederaufstieg erreichte. Nachdem sich Brümmer mit 29 Punktspielen maßgeblich am Wiederaufstieg beteiligt hatte, kam in der Spielzeit 1975/76 noch zu fünf weiteren Oberliga-Einsätzen für die Leipziger, die allerdings umgehend den erneuten Abstieg in die DDR-Liga hinnehmen mussten. Daraufhin wechselte Brümmer im Sommer 1976 zum Viertligisten Stahl Nordwest Leipzig. Mit dieser Mannschaft stieg er 1977 in die Bezirksliga Leipzig und 1978 in die DDR-Liga auf. Brümmer ließ ab 1982 seine Fußball-Laufbahn bei der BSG Stahl Leipzig Südwest, bei der Fußball lediglich einen Nebenrolle spielte, ausklingen.